# Elaphoglossum hornei
Elaphoglossum hornei är en träjonväxtart som beskrevs av Carl Frederik Albert Christensen. Elaphoglossum hornei ingår i släktet Elaphoglossum och familjen Dryopteridaceae. Inga underarter finns listade.